# Música pop árabe

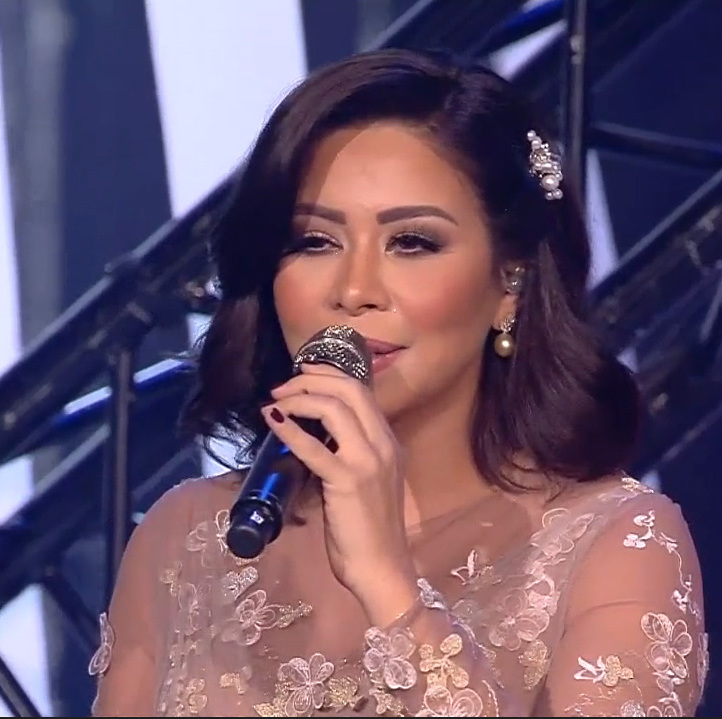
Sherine no Arab Idol

A música pop árabe (em inglês Arabian pop music), conhecida popularmente como arab pop, é um subgênero de fusão da música pop e árabe que surgiu do Egito. Alguns artistas ocidentais são creditados por trazer o gênero ao mainstream como o ABBA.